# Gravediggaz
Gravediggaz är en amerikansk horrorcore rapgrupp från New York, känd för sitt mörka humoristiska sound. Gruppen bildades 1994 av Prince Paul (The Undertaker), Frukwan (The Gatekeeper), Too Poetic (The Grym Reaper) och RZA (The Rzarector).
Gruppen anses vara en av de mest inflytelserika inom sin sub-genre, horrorcore.
Enligt Frukwan, betyder gruppens namn "digging graves of the mentally dead, and it stood for resurrecting the mentally dead from their state of unawareness and ignorance".

## Diskografi

### Album
- 6 Feet Deep (också känd som Niggamortis) var Gravediggaz debutalbum 1994. Albumet är en blandning av svart humor och våld och innehåller några av Prince Pauls mörkaste beats.
- The Pick, the Sickle and the Shovel 1997. Till skillnad från 6 Feet Deep har inte detta album en humoristisk ton. Albumet har ett mer medvetet sound, tar upp sociala problem och har ett betydligt lugnare tempo än föregångaren. Rollen som mest tongivande producent har här tagits över av RZA, men även Wu-Tang och affilierade producenter som 4th Disciple och True Master har haft ett finger med i spelet.
- Nightmare in A-Minor. I april 2002 släpptes officiellt deras album Nightmare in A-Minor. Produktionerna stod mestadels de två gruppmedlemmarna själva för. Soundet och känslan på skivan var det mörkaste de släppt hittills. Albumet behandlar ämnen som apokalyptiska teman och referenser till Poetics insjuknande i koloncancer. Gruppen bestod nu av Too Poetic, Frukwan och den nyrekryterade DJ Diamond J. Poetic dog i juli 2001, knappt ett år innan albumet skulle släppas i april 2002. Inte långt efter Poetics död uppgav Frukwan att det tredje albumet skulle släppas med det material som fanns kvar av Poetic.[3]

### Singlar, EP
- 1994 "Diary Of A Madman"
- 1994 "Nowhere To Run, Nowhere To Hide"
- 1994 "1-800 Suicide"
- 1995 "Six Feet Deep EP"
- 1995 "Double Suicide Pack"
- 1995 "Mommy, What's A Gravedigga?"
- 1995 "The Hell E.P." (Tricky vs The Gravediggaz)
- 1997 "Unexplained"
- 1997 "The Night The Earth Cried"
- 1997 "Dangerous Mindz"
- 2001 "Rest in Da East / Nightmare in A Minor"